# Monarchia auto-proclamata
Una monarchia autoproclamata si stabilisce quando una persona reclama per se il titolo di monarca senza legami storici con una precedente dinastia.

## Le monarchie auto-proclamate del passato
Albania
Nel 1928 Ahmed Zogu, presidente della Repubblica albanese si autoproclamò Zog I Re degli Albanesi, governando (con la formula della monarchia costituzionale) il paese per ben 11 anni prima di essere rovesciato a causa dell'invasione italiana dell'Albania.
Andorra
Nel 1934, Boris Skosyrev si autoproclamò "Boris I", re di Andorra. Dopo mesi, al potere, fu espulso in quanto dichiarò guerra all'allora co-principe spagnolo Justí Guitart i Vilardebó, di Andorra.
Centrafica
Nel 1976, Jean-Bedel Bokassa si proclamò imperatore del Centrafrica col nome di Bokassa I. Nel 1979, tuttavia, fu deposto e venne ristabilita la repubblica.
Cina
Il presidente della Cina, Yuan Shikai, nel 1916 si autoproclamò imperatore, tentando di creare una nuova dinastia. Nello stesso anno scomparve, causando un vuoto di potere e lasciando la Cina in un caos politico dando così inizio al periodo dei signori della guerra.
Francia
Nel 1736 Theodor Stephan Freiherr von Neuhoff si impose come re della Corsica nel tentativo di liberare l'isola dalla Corsica dal dominio genovese.
Nel 1804, il console francese Napoleone Bonaparte si autoproclamò Imperatore dei francesi. Sebbene l'epopea imperiale si concluse con la sua definitiva caduta dal potere con la sconfitta nella battaglia di Waterloo nel 1815.